# Église Saint-Hilaire de Mainvilliers
L'église Saint-Hilaire de Mainvilliers se situe dans la commune de Mainvilliers, dans le département français d'Eure-et-Loir en région Centre-Val de Loire. Implantée au croisement des rues Léon-Fouré et Esther-Villette, elle est distante de la cathédrale Notre-Dame de Chartres d'environ 3 km.

## Historique

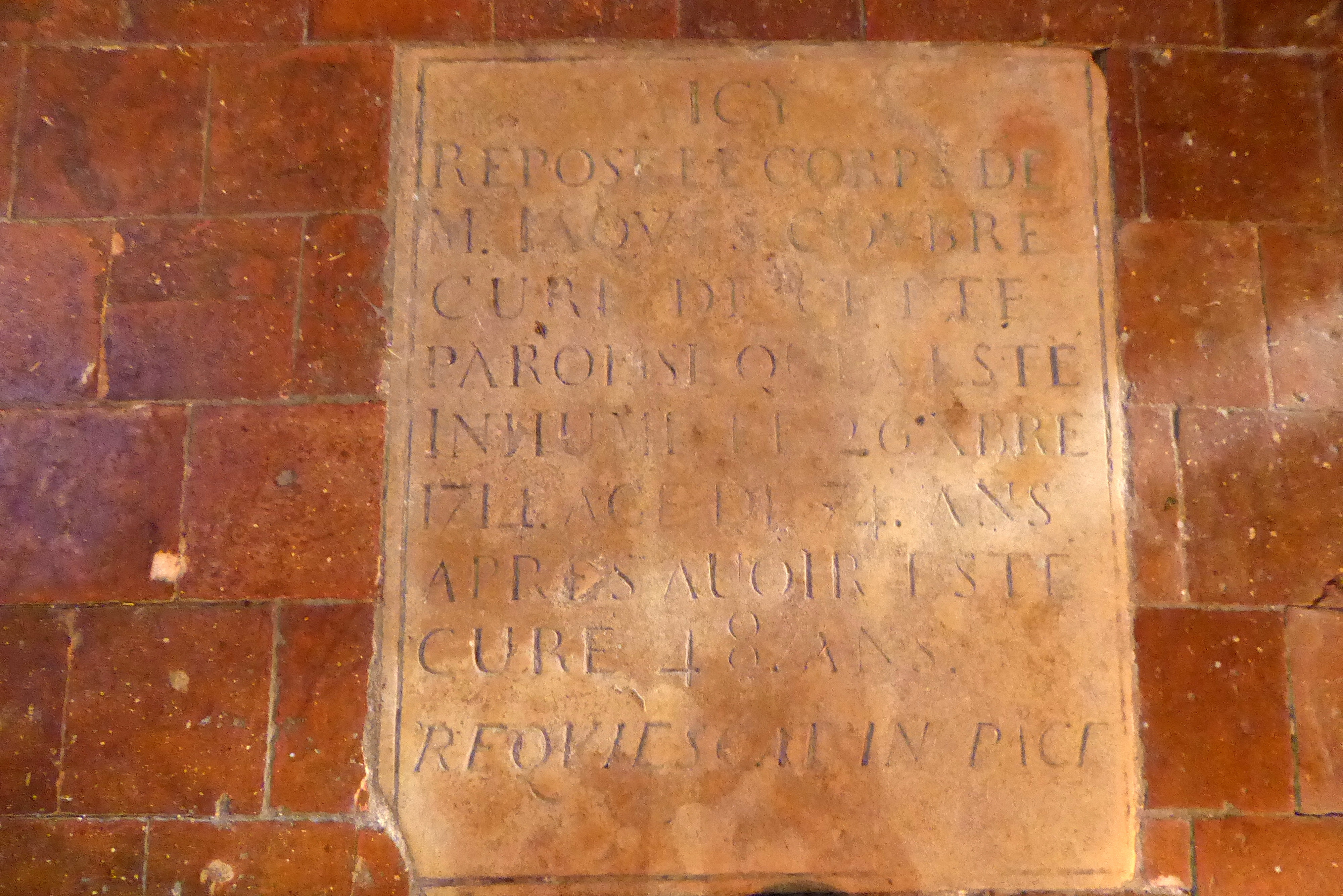
Dalle funéraire du bas-côté nord, 1714.

L’église, dédiée à Hilaire de Poitiers, a été édifiée à une date antérieure à 949 : son existence est en effet mentionnée dans le cartulaire de l'abbaye Saint-Père-en-Vallée.
Pendant la troisième guerre de religion (1568-1570), les protestants incendient l'église. Seuls la partie nord de l'édifice et ses vitraux sont épargnés, la partie sud étant complètement détruite.
Une étude de 1852, réalisée par les agents-voyers cantonaux, décrit ainsi l'édifice :

« Construite en cailloux avec pierre de taille de Berchères aux baies de portes et croisées, contreforts et piliers, la tourelle de l’escalier du clocher en même pierre de taille ainsi que l’escalier à noyau plein taillé dans la marche jusqu’à la hauteur du plancher des bas côtés.
La nef en entrant et jusqu’au 3° pilier à gauche voûtée en bardeau plein-cintre et composée de six fermes avec poutres et aiguilles apparentes. La nef à la suite plus élevée, composée de trois fermes en ogive régulière et aussi en bardeau, terminée au fond du sanctuaire par une abside polygonale.
Les bas côtés et le tour du chœur autrefois étaient voûtés en maçonnerie en ogive. La charge ayant poussé les murs des longpans et les piliers, on les a démolis pour y substituer un plancher simple avec poutrelles brutes apparentes et recouvertes de planches en partie brutes et partie assemblées. »

Il est à noter que le plan et le croquis annexés laissent apparaître en façade ouest un porche, aujourd'hui disparu.

Extérieur de l'église Saint-Hilaire
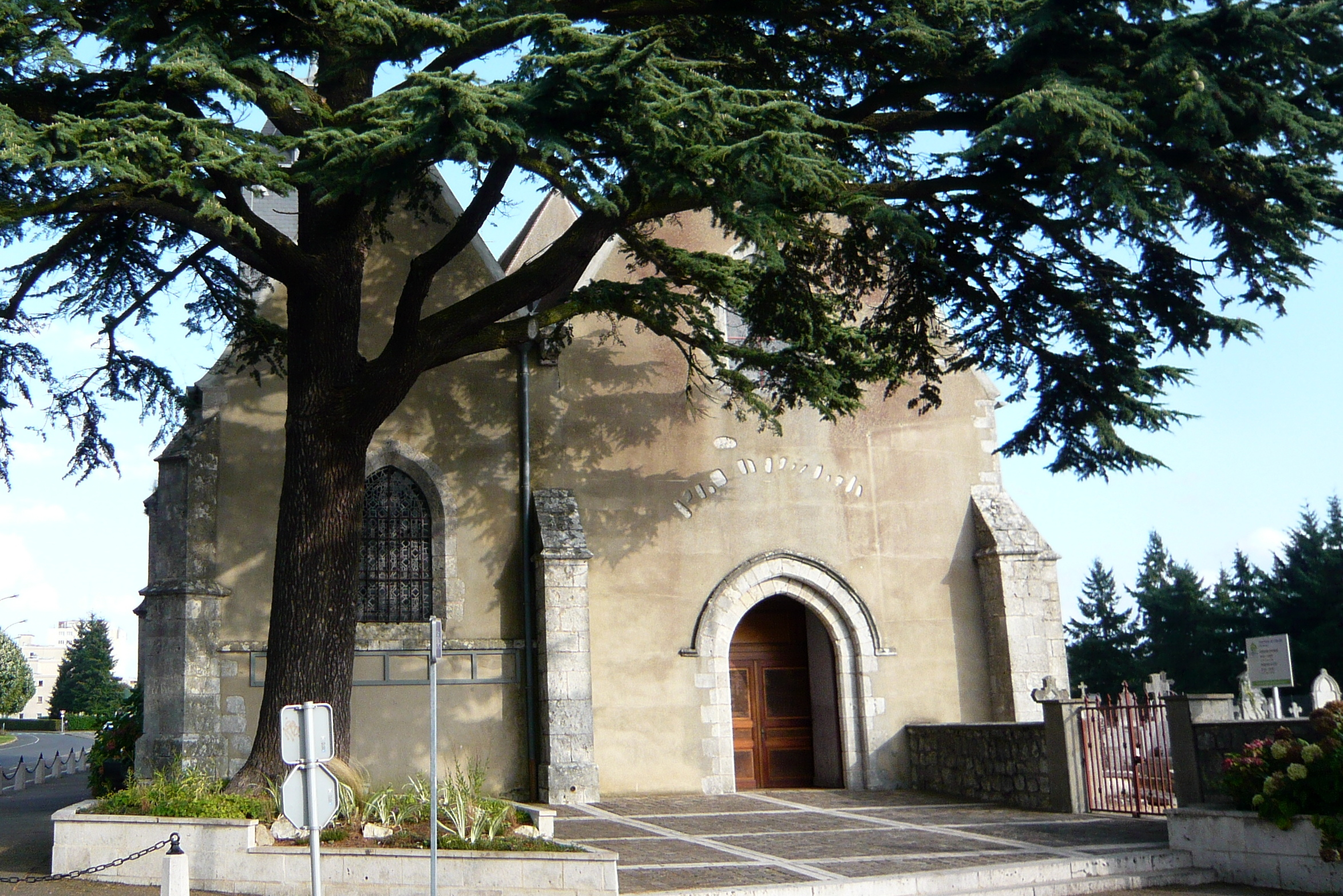
Façade ouest.
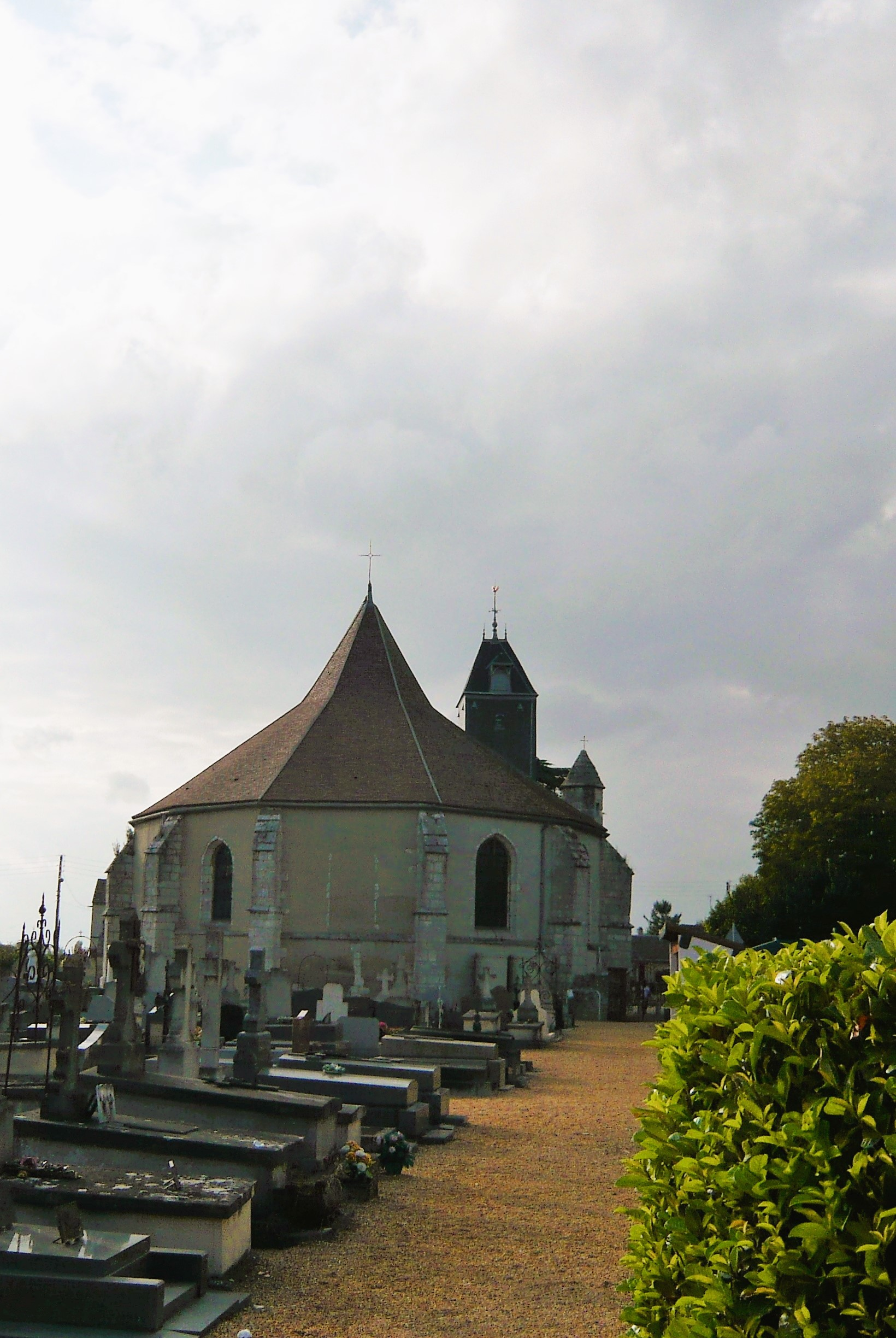
Abside, façade est.
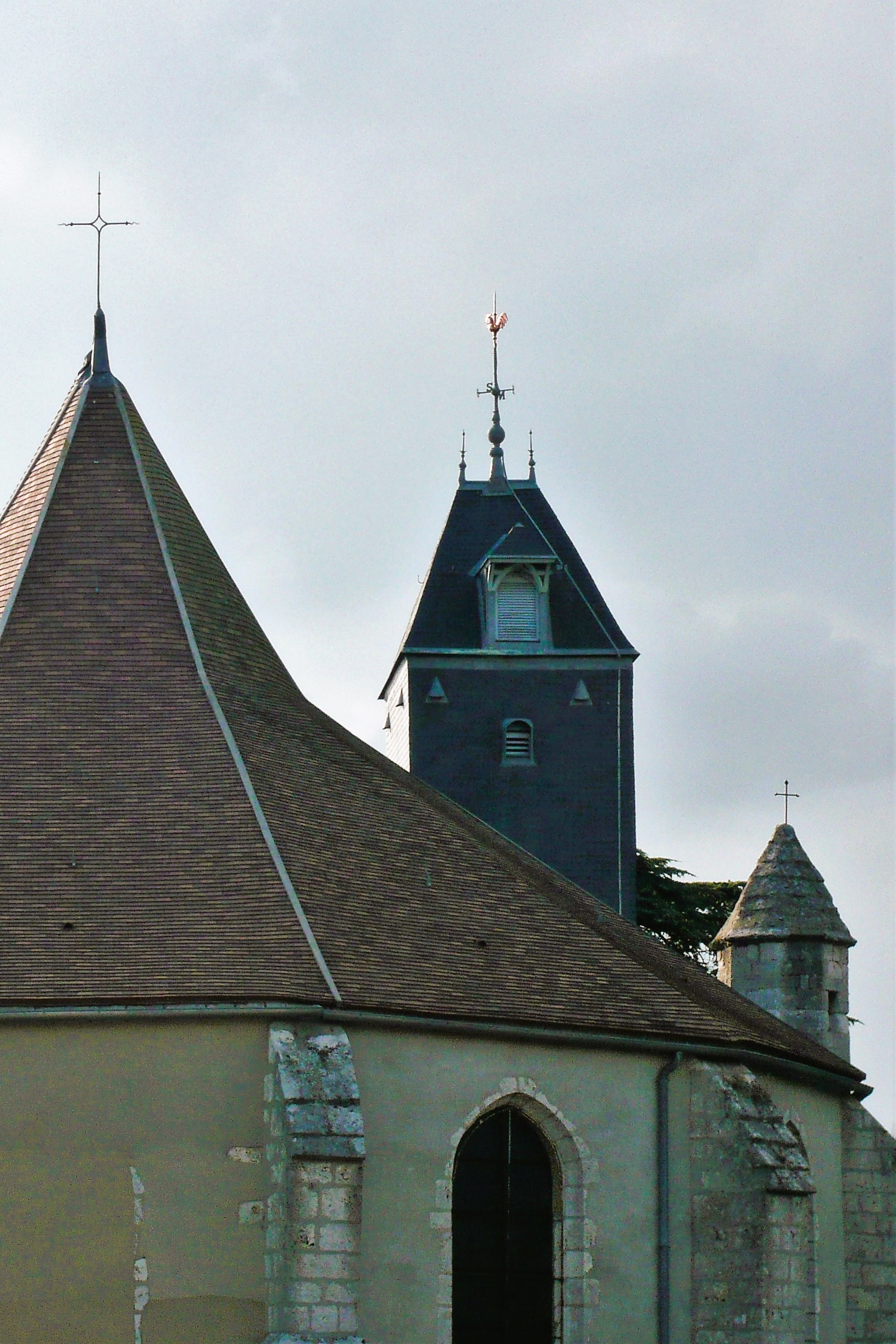
Clochers, croix et coq-girouette.

## Verrières
Quinze baies sont ornées de vitraux dont la réalisation s'étage du XVIe au XXe siècle. La baie orientale (baie 0) a été murée.
L'édifice présente quatre verrières classées monuments historiques au titre objet : les baies 7, 9, 11 et 13. Chaque verrière est composée de deux lancettes et d'un tympan ajouré. Ces vitraux ont été restaurés en 1929 et 1930 par Charles Lorin des ateliers Lorin de Chartres.
Comme à Saint-Nicolas de Brezolles ou à Saint-Georges-sur-Eure, les créations de trois générations de Lorin sont représentées : en plus de la signature de Charles Lorin, figure un vitrail de 1893 des ateliers Lorin, alors dirigés par Marie Françoise Dian, la veuve du fondateur Nicolas Lorin, et plusieurs vitraux de 1956 signés François Lorin, fils de Charles et petit-fils du fondateur.

Sur la façade occidentale, deux baies ont été réalisées par Gabriel Loire en 1949.

### Verrières septentrionales et occidentales

Verrières septentrionales
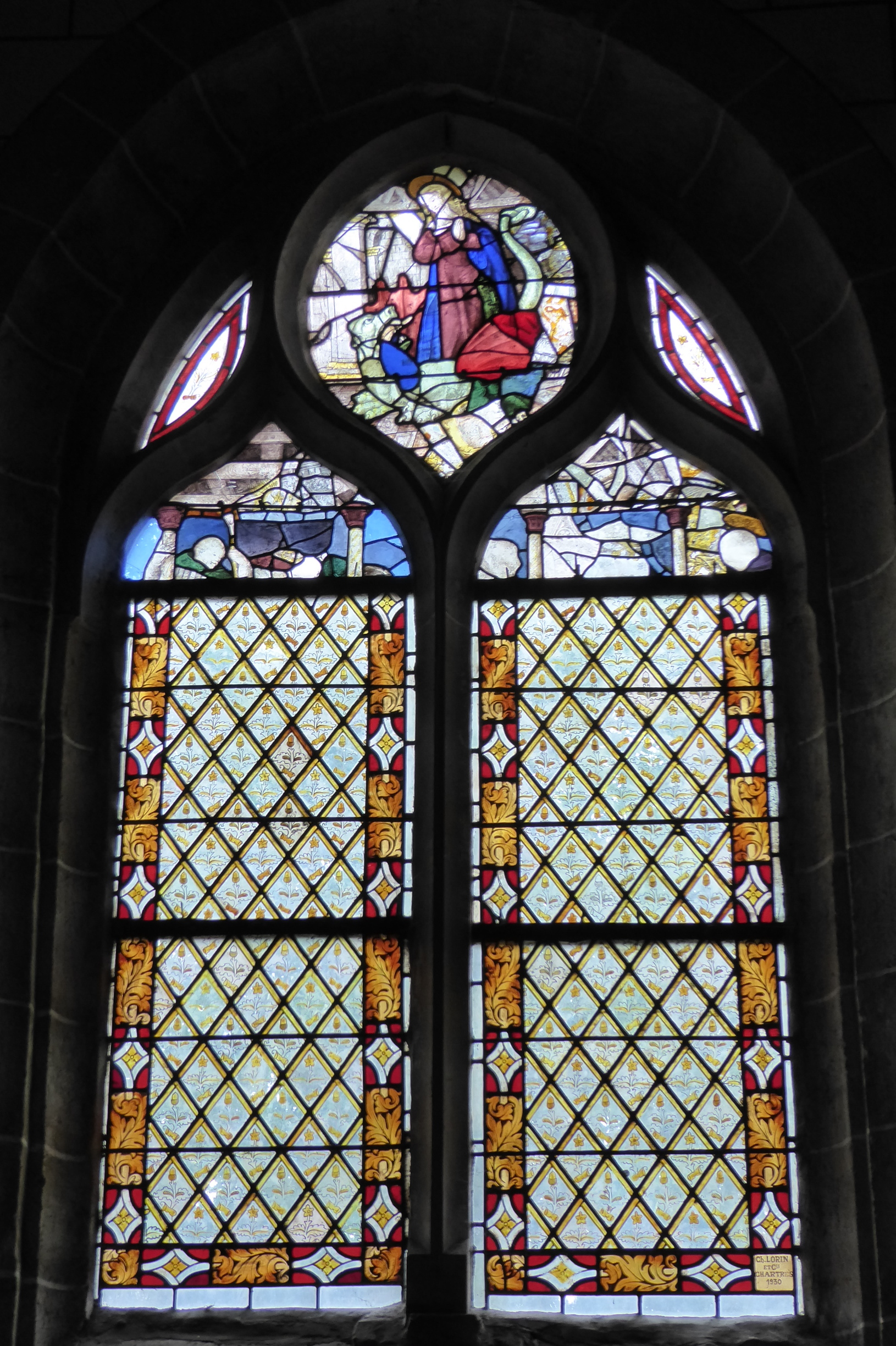
Baie 13 Marguerite d'Antioche 1er quart XVIe siècle, restauré par Charles Lorin en 1930.
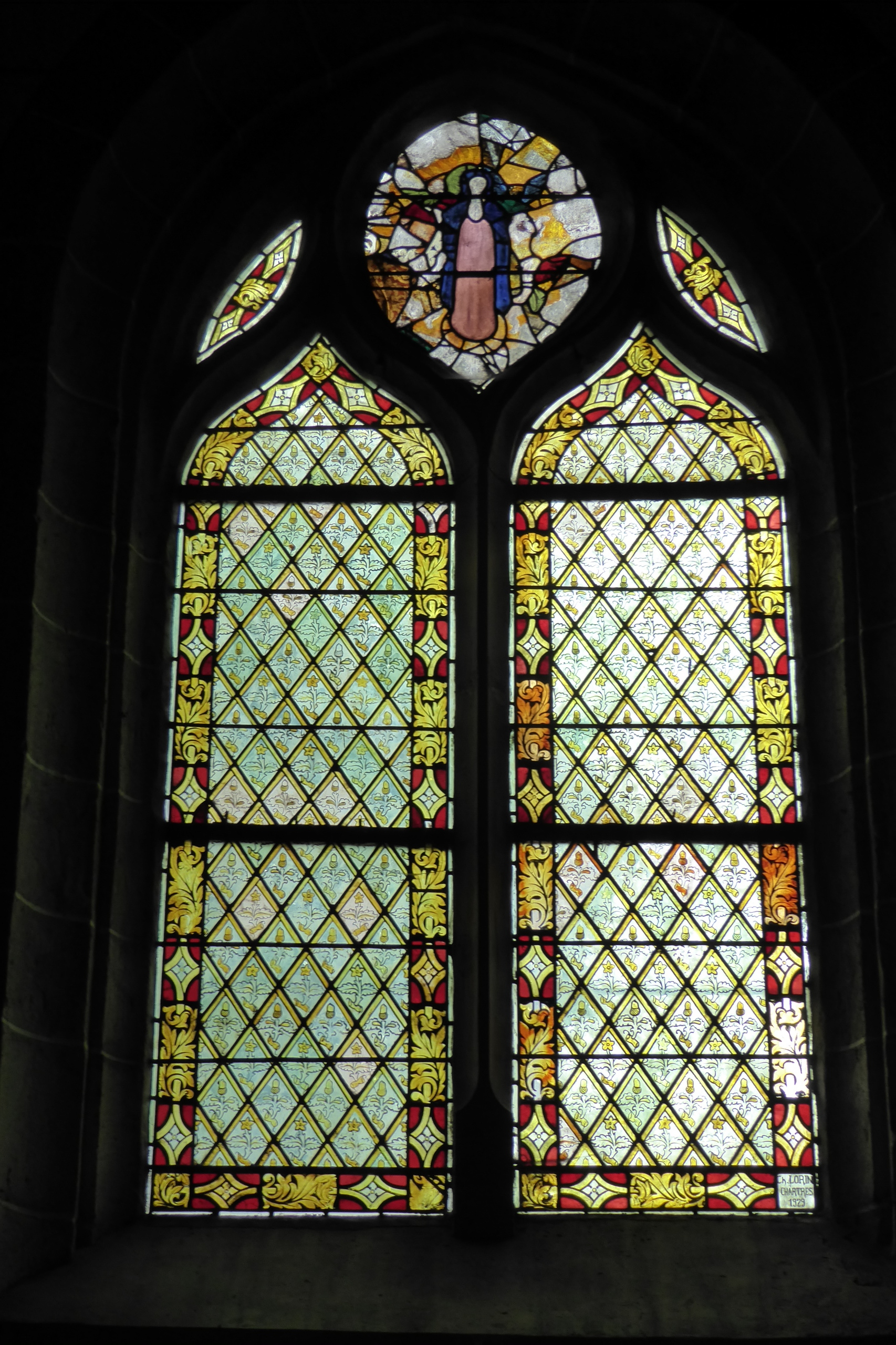
Baie 11 La Vierge 1er quart XVIe siècle, restauré par Charles Lorin en 1929.
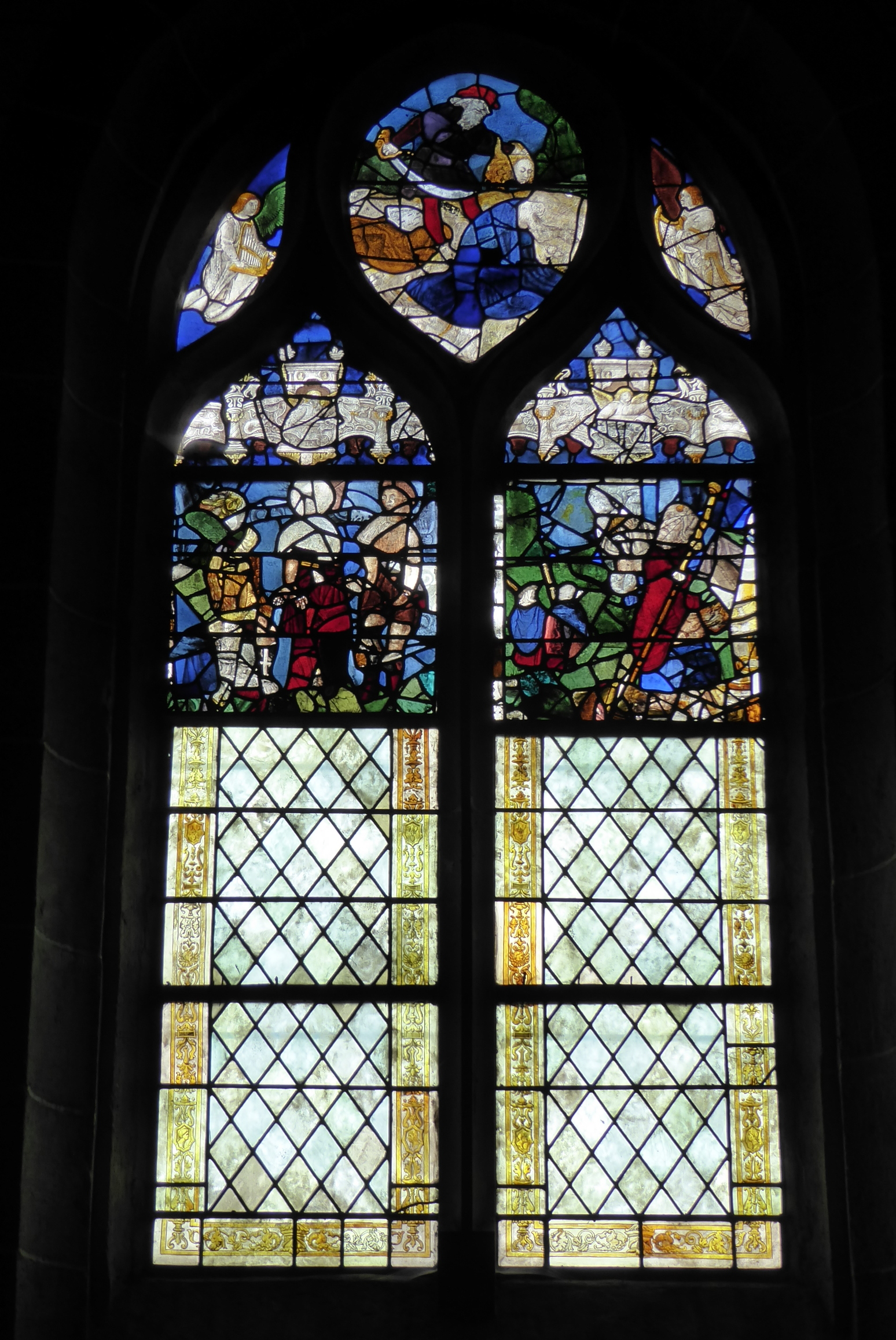
Baie 9 Le martyre de Barbe d'Héliopolis XVIe siècle avec vitrerie losangée du XXe.
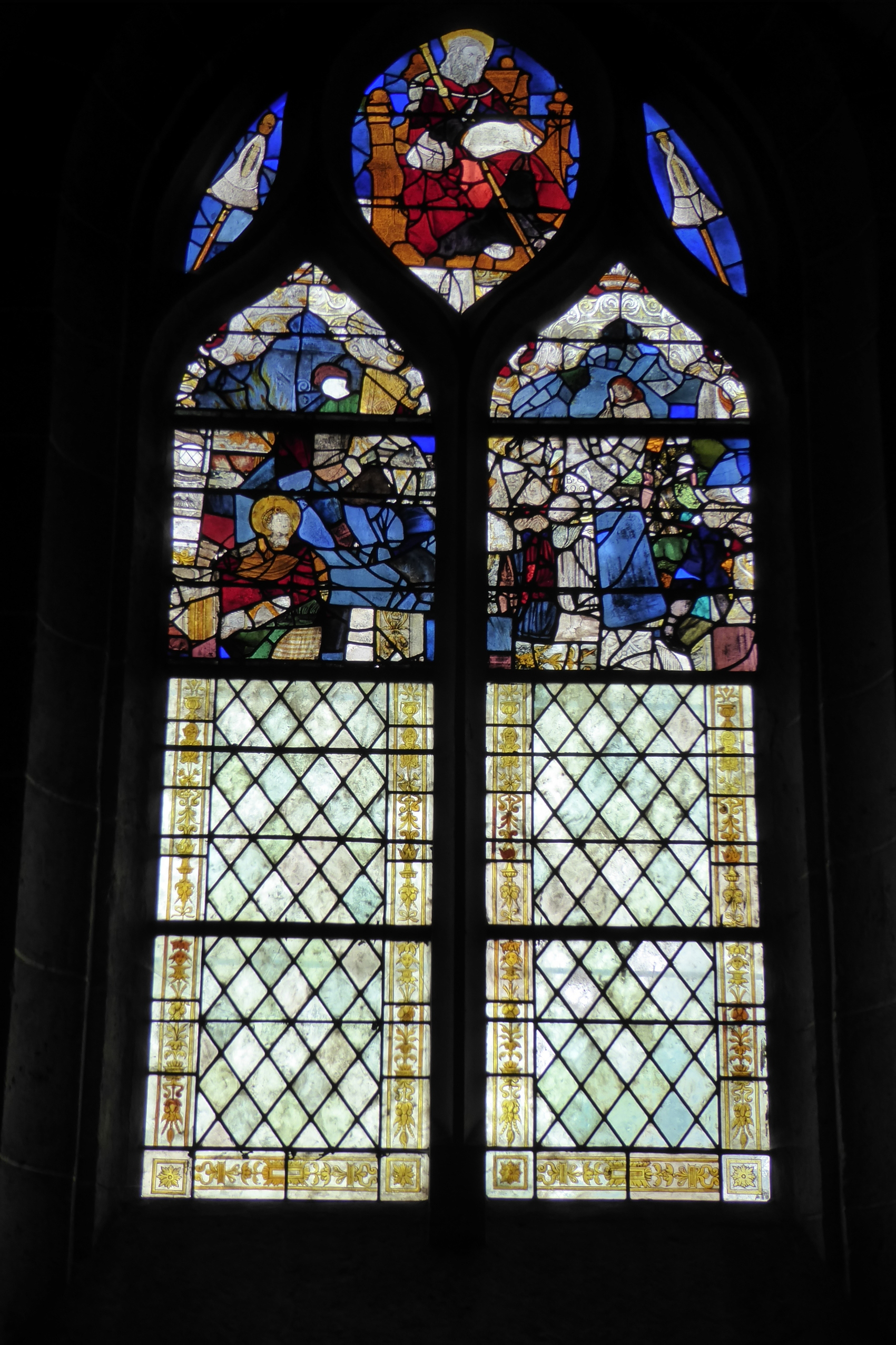
Baie 7 Jacques de Zébédée XVIe siècle, fragments du XVIIe siècle avec vitrerie losangée du XXe.
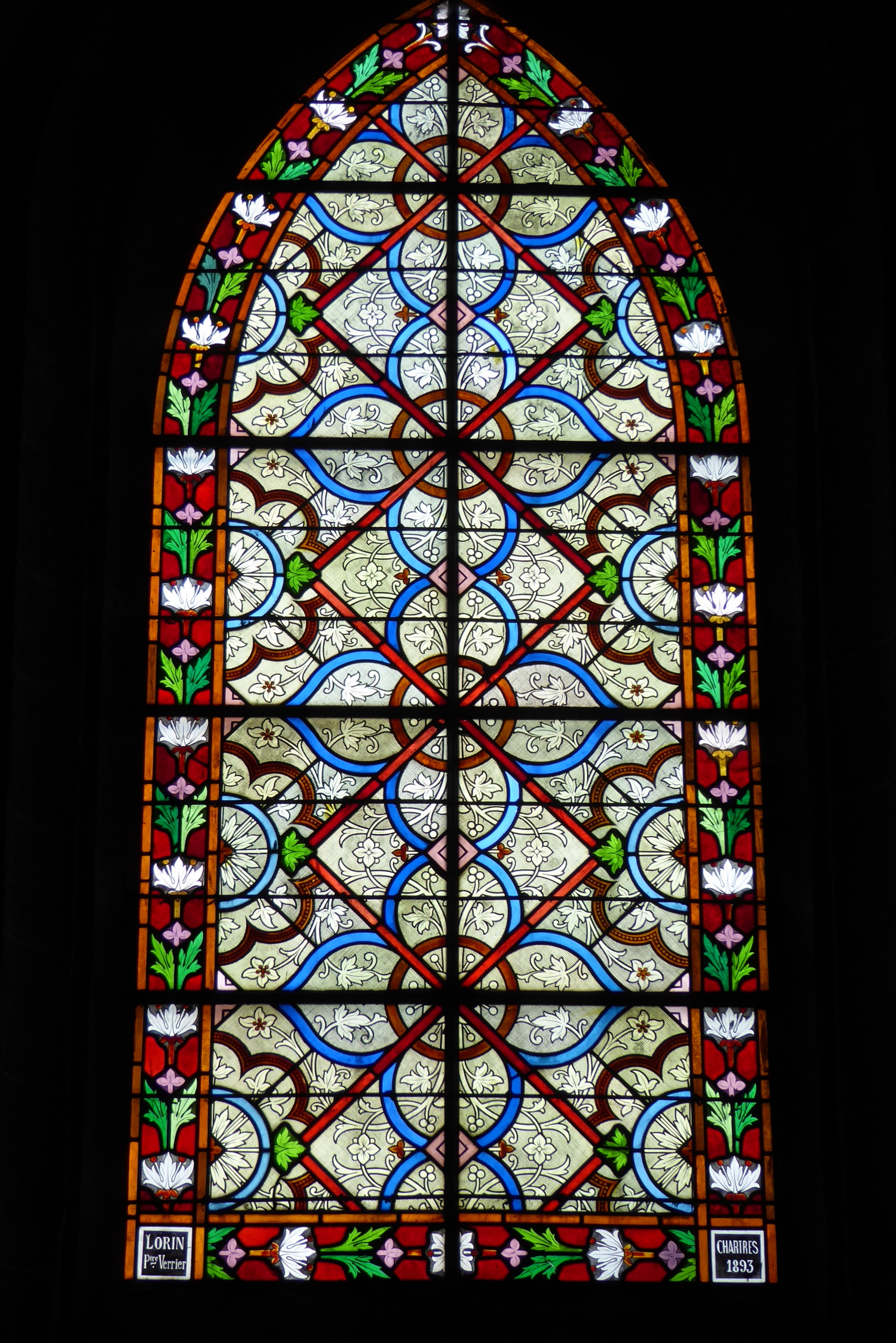
Baie 5 Signée Lorin, 1893.
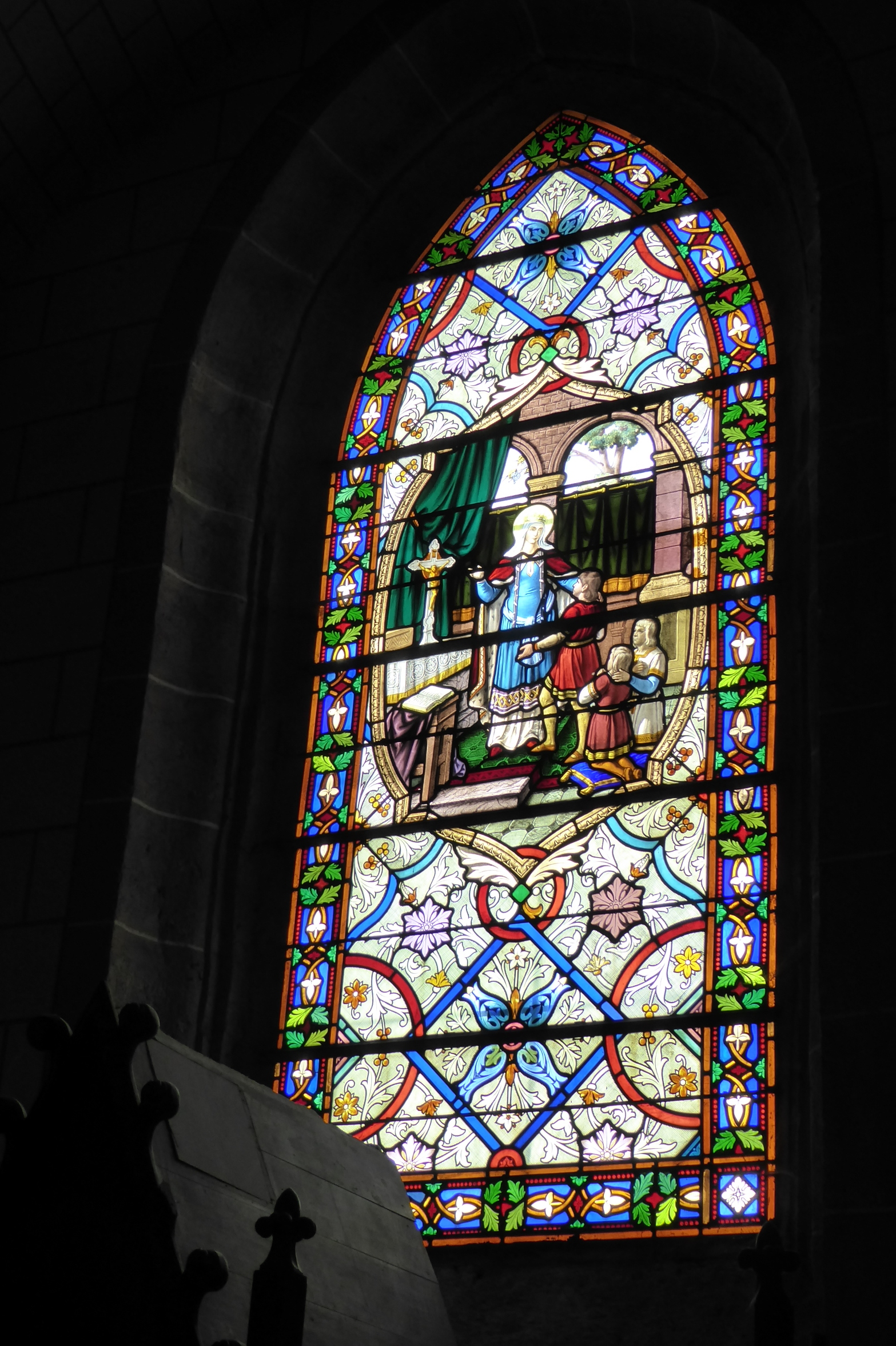
Baie 3 Thème non identifié.

### Verrières méridionales
Les quatre premières baies sont l’œuvre de François Lorin et datent de 1956. Elles représentent :
- La Confirmation - La Pentecôte, baie no 2 ;
- L'Eucharistie - La Cène, baie no 4 ;
- La pénitence - Le pardon de Madeleine, baie no 6 ;
- Le Mariage - Les noces de Cana, baie no 8

Les deux dernières sont réalisées par Bernard Campin en 1944 :
- Virgini pariturae (La Vierge devant enfanter), baie no 10 ;
- Vox clamans in deserto (La voix prêchant dans le désert, Saint-Jean-Baptiste), baie no 12.

Verrières méridionales, baies de Bernard Campin
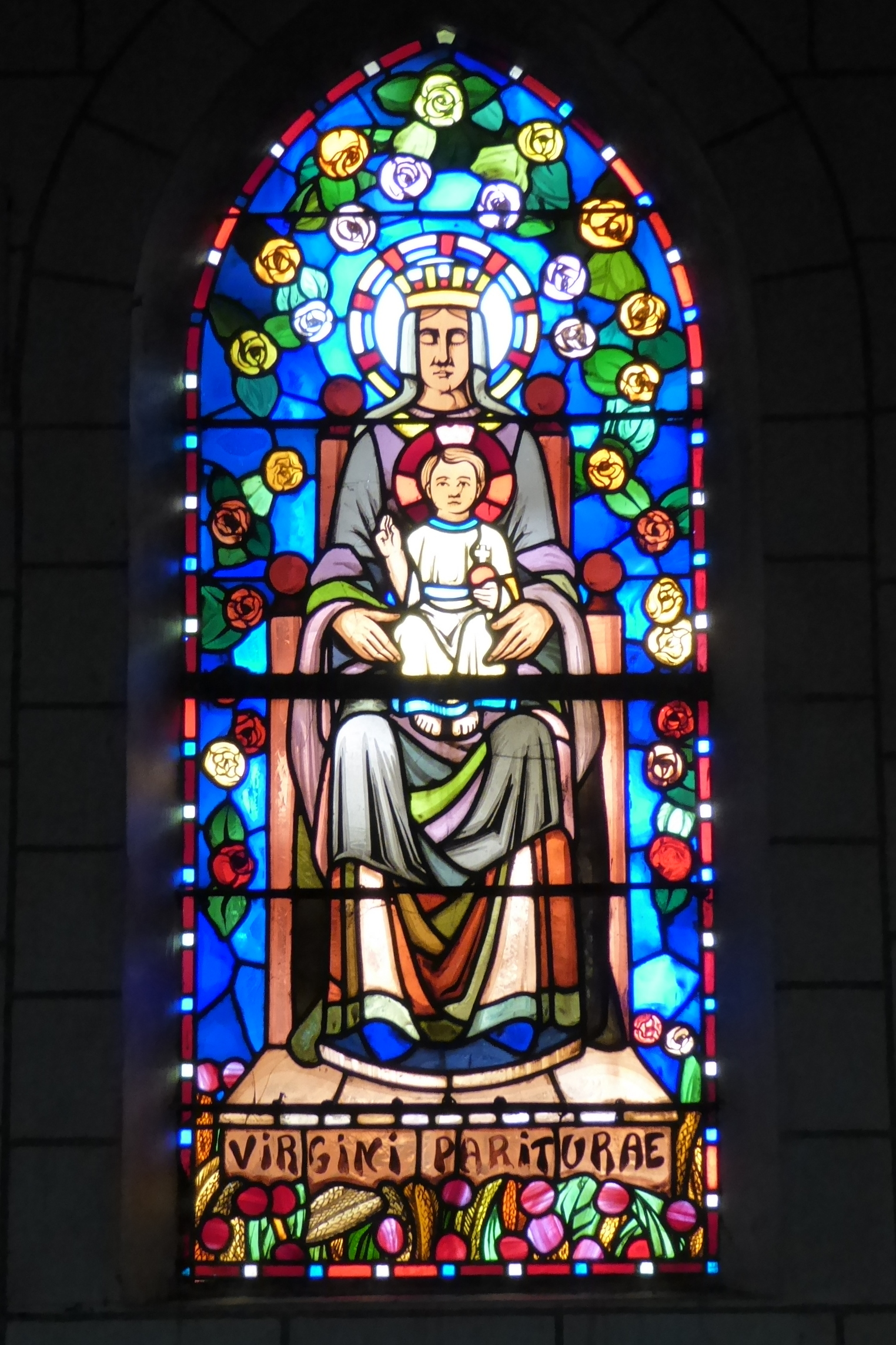
Baie 10.
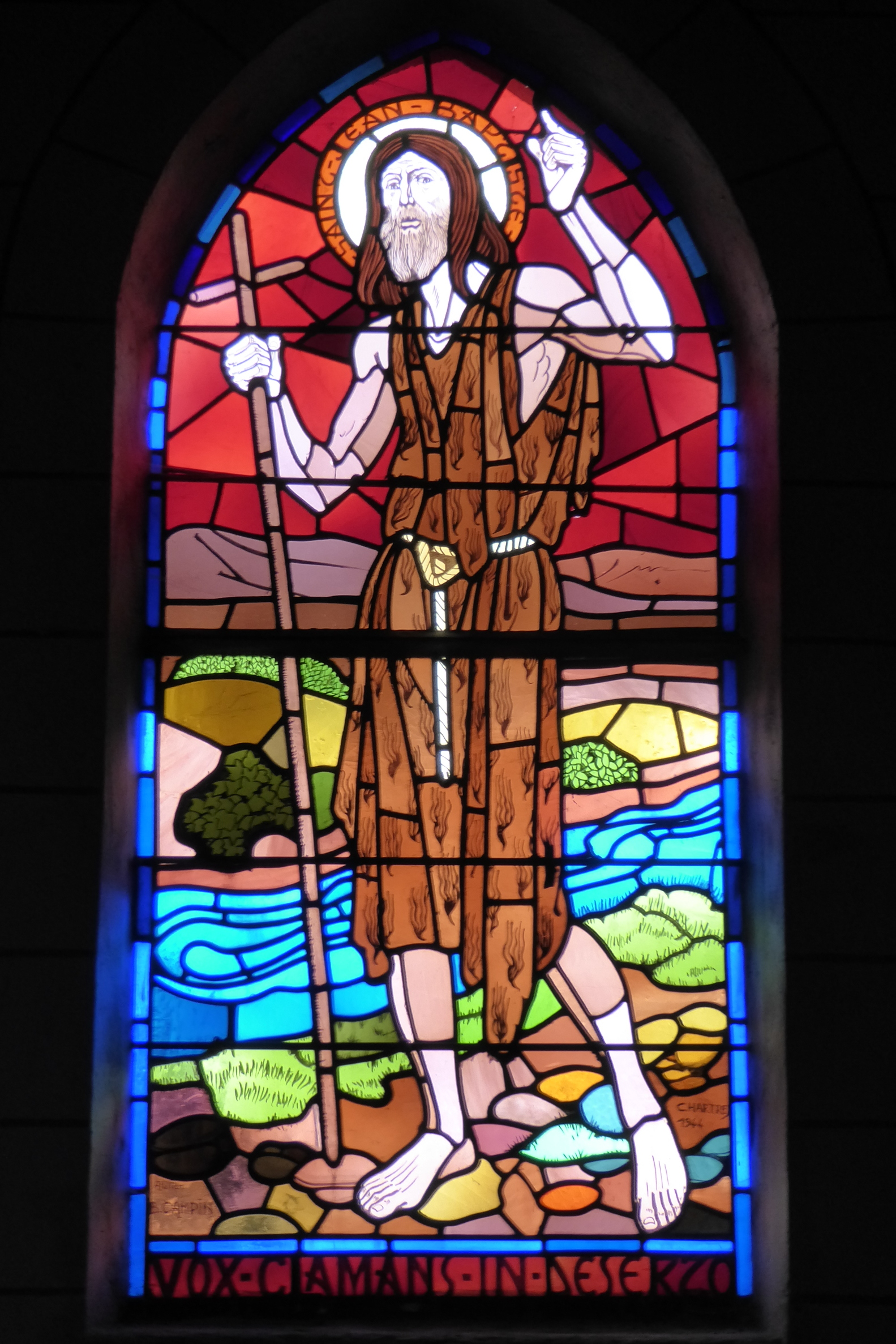
Baie 12.

## Statuaire
La statuaire réunit, outre saint Hilaire, le Christ en croix, la Vierge à l'enfant, saint Michel terrassant le dragon, sainte Marie-Madeleine, saint Martin, sainte Catherine et sainte Cécile.
Un groupe sculpté daté de la 2o moitié du XVIe siècle, représentant éventuellement saint Piat, est inscrit en tant que monument historique en 2009.

## Paroisse et doyenné
L'église Saint-hilaire de Mainvilliers fait partie de la paroisse Sainte-Marie des Peuples, rattachée au doyenné de Chartres.